# Island Games 1985
Die Island Games 1985 waren die erste Auflage der Spiele. Sie fanden vom 18. bis zum 24. Juni 1985 auf der Isle of Man statt. Es nahmen rund 700 Athleten teil.

## Teilnehmende Inseln
| - Åland - Anglesey/Ynys Môn - Färöer - Frøya - Gotland | - Guernsey - Hitra - Island - Isle of Man - Isle of Wight | - Jersey - Malta - Orkney - St. Helena, Ascension und Tristan da Cunha - Shetlandinseln |

## Sportarten
| - Badminton – Resultate (PDF; 271 kB) - Fußball – Resultate (PDF; 85 kB) - Leichtathletik – Resultate (PDF; 552 kB) | - Radsport – Resultate (PDF; 271 kB) - Schwimmsport – Resultate (PDF; 382 kB) - Schießen – Resultate (PDF; 305 kB) | - Volleyball – Resultate (PDF; 184 kB) |

## Medaillenspiegel
| Rang | Land                                       | Gold | Silber | Bronze | Gesamt |
| ---- | ------------------------------------------ | ---- | ------ | ------ | ------ |
| 1    | Isle of Man                                | 25   | 20     | 25     | 70     |
| 2    | Guernsey                                   | 13   | 8      | 16     | 37     |
| 3    | Åland                                      | 9    | 2      | 4      | 15     |
| 4    | Jersey                                     | 8    | 12     | 2      | 22     |
| 5    | Isle of Wight                              | 8    | 9      | 9      | 26     |
| 6    | Gotland                                    | 3    | 8      | 2      | 13     |
| 7    | Orkney                                     | 3    | 8      | 2      | 15     |
| 8    | Island                                     | 3    | 1      | 3      | 7      |
| 9    | Frøya                                      | 1    | 1      | 2      | 4      |
| 10   | Färöer                                     | 0    | 2      | 1      | 3      |
| 11   | Anglesey/Ynys Môn                          | 0    | 1      | 1      | 2      |
| 12   | Malta                                      | 0    | 1      | 0      | 1      |
| 13   | Shetlandinseln                             | 0    | 0      | 4      | 4      |
| 14   | St. Helena, Ascension und Tristan da Cunha | 0    | 0      | 1      | 1      |
| 15   | Hitra                                      | 0    | 0      | 0      | 0      |